# Zeche Kaiser Friedrich
Die Zeche Kaiser Friedrich ist ein ehemaliges Bergwerk im Dortmunder Stadtteil Menglinghausen.

## Betriebsgeschichte
Die Zeche Kaiser Friedrich wurde 1871 als Teil der Bergisch-Märkischer Bergwerks-Verein AG  gegründet. 1883 wurde sie zusammen mit den Zechen Henriette (vormals Sanssouci), Holthausen und Hummelbank Teil der Gewerkschaft Baroper Steinkohlenbergwerke. Diese wurde aufgrund Insolvenz 1887 aufgelöst, 1888 wurde dann die Gewerkschaft Kaiser Friedrich gegründet.
Anfang des 20. Jahrhunderts besaß die Dortmunder Union die Kuxmehrheit. Nach Übernahme der Union gehörte Kaiser Friedrich ab 1910 zur Deutsch-Luxemburgischen Bergwerks- und Hütten-AG, die auch die benachbarten Zechen Wiendahlsbank, Louise Tiefbau und Glückauf Tiefbau besaß.
Die höchste Förderung lag bei 334.782 Tonnen im Jahre 1913 mit 1.546 Beschäftigten. Die Zeche besaß eine Großkokerei mit 200 Öfen und ab 1913 eine Benzolfabrik.
1925 fiel das Bergwerk dem großen Zechensterben im Dortmunder Süden zum Opfer und wurde stillgelegt. Nur die Kokerei blieb noch bis 1930 in Betrieb, sie bekam von der Zeche Minister Stein in Eving die Kokskohle.

## Spurensuche
In der Straße "Am Sturmwald" in Menglinghausen befindet sich noch das Transformatorenhaus der alten Zeche, zu erkennen an den halbrunden Fensterbögen. Direkt südlich davon, Ecke "Grotenbachstraße" / "Am Spörkel", erheben sich Reste der Bergehalde. Dort sind auch Reste der Mauer vorhanden, die das Gelände umgab, inklusive einem alten Eingangstor. Dort stand ursprünglich das so genannte "Bullenkloster", in dem Arbeiter untergebracht waren. Die Straße "Harkortshof" folgt dem Verlauf der früheren Zechenbahn zum benachbarten Bahnhof Dortmund-Barop. Im westlich anschließenden Wohnviertel gibt es noch die "Zeche-Kaiser-Friedrich-Straße".
Von der Seilbahn, die dem Material-Transport diente, sind noch einige Fundamente der Träger vorhanden. Eines befindet sich an einem kleinen Weg, der von der Straße "Am Rüggen" Richtung der alten Halde abzweigt.
Von der Zeche Henriette sind an der "Baroper Straße" in Eichlinghofen noch ein Gebäude (heute Wohnhaus) und die Schachtabdeckung zu sehen.